# Sabine Schindler
Sabine Schindler (geb. 24. März 1961 in Erlangen) ist eine deutsche Astrophysikerin. Sie ist Professorin für Astrophysik am Institut für Astro- und Teilchenphysik der Universität Innsbruck.

## Leben
Schon als Kind las Schindler, deren Vater bereits Physiker war, Bücher über Astronomie. Sie absolvierte von 1980 bis 1987 ein Diplomstudium der Physik an der Universität Erlangen-Nürnberg und von 1987 bis 1992 ein Promotionsstudium an der Ludwig-Maximilians-Universität München, dem Max-Planck-Institut für Astrophysik und dem Max-Planck-Institut für extraterrestrische Physik. Ihre Dissertation hatte das Thema „Simulationen zur Entwicklung von Galaxienhaufen“.
Sie wirkte von 1992 bis 1993 am Lick Observatory der University of California, Santa Cruz, von 1993 bis 1998 als Postdoc erneut am Max-Planck-Institut für Astrophysik und am Max-Planck-Institut für extraterrestrische Physik und von 1998 bis 2002 am Astrophysikalischen Forschungsinstitut der Liverpool John Moores University.
Seit dem Jahr 2002 bekleidet sie die Professur für Astrophysik am Institut für Astro- und Teilchenphysik der Universität Innsbruck, war von 2004 bis 2012 deren Leiterin und von 2012 bis 2017 zudem die Vizerektorin für Forschung dieser Universität. Seit dem Jahr 2014 war sie zugleich bis 2020 Rektorin der UMIT - Private Universität für Gesundheitswissenschaften, Medizinische Informatik und Technik GmbH in Hall in Tirol. Danach arbeitete sie von 2020 bis 2022 im Rahmen eines Johannes Geiss Fellowship am International Space Science Institute (ISSI) in Bern.
Seit 2010 ist Schindler wirkliches Mitglied der mathematisch-naturwissenschaftlichen Klasse der Österreichischen Akademie der Wissenschaften. Sie ist außerdem Mitglied der Internationalen Akademie für Astronautik, der Österreichischen Gesellschaft für Astronomie und Astrophysik, der Astronomischen Gesellschaft sowie der Internationalen Astronomischen Union und European Astronomical Society. Sie engagiert sich in mehreren Initiativen und Mentoringprogrammen für „Frauen in die Wissenschaft“.

## Wirken
Schindler befasst sich mit Galaxien und Galaxienhaufen, insbesondere der Wechselwirkung der verschiedenen Komponenten von Galaxienhaufen wie Gas, Galaxien, hochenergetischen Teilchen und Magnetfeldern. Zur Zukunft der Physik äußerte sie sich einmal wie folgt:

„Ich denke, dass uns in der Physik aufregende Zeiten bevorstehen. Durch die neuen technischen Entwicklungen, z. B. in meinem Bereich durch den Bau von riesigen Teleskopen und neuen Satelliten und die Neuerungen bei Hochleistungsrechnern erwarten wir in den nächsten Jahren eine Vielfalt von faszinierenden Ergebnissen. Auch gibt es mehr und mehr diszipinübergreifende Forschungen, in denen sehr viel Potenzial steckt.“

## Auszeichnungen
Im Jahr 2009 erhielt Schindler den Tiroler Adler-Orden in Gold.

## Veröffentlichungen (Auswahl)
- Schindler, S., & Müller, E. (1993). Simulations of the evolution of galaxy clusters. 11. Dynamics of the intra-cluster gas. Astronomy and Astrophysics, 272, 137.
- Schindler, S. (1996). The Accuracy of Mass Determination in Galaxy Clusters by X-ray Observations. Astronomy and Astrophysics, 305, S. 756.
- Schindler, S., Binggeli, B., Böhringer, H. (1999). Morphology of the Virgo Cluster: Gas versus Galaxies. Astronomy and Astrophysics, 343, S. 420.
- Schindler, S., Tapferer, W., Domainko, W. et al. (2005). Metal Enrichment Processes in the Intra-Cluster Medium. Astronomy and Astrophysics. 435, S. L25.
- Schindler, S. & Diaferio, A. (2008). Metal Enrichment Processes. Space Science Review. 134, S. 363.
- Steinhauser, D., Schindler, S., & Springel, V. (2016). Simulations of ram-pressure stripping in galaxy-cluster interactions. Astronomy & Astrophysics, 591, A51.
- Wenz, J., Döpp, A., Khrennikov, K., Schindler, S., Gilljohann, M. F., Ding, H., ... & Karsch, S. (2019). Dual-energy electron beams from a compact laser-driven accelerator. Nature Photonics, 13(4), 263-269.